# Discoptera
Discoptera is een geslacht van kevers uit de familie van de loopkevers (Carabidae). De wetenschappelijke naam van het geslacht is voor het eerst geldig gepubliceerd in 1889 door Semenov.

## Soorten
Het geslacht Discoptera omvat de volgende soorten:
- Discoptera arabica Fairmaire, 1896
- Discoptera eylandi Semenov, 1889
- Discoptera komarowi Semenov, 1889
- Discoptera przewalskii Sememov, 1889
- Discoptera tschitscherini Semenov, 1895